# Marcus Antonius Coccius Sabellicus
Marcus Antonius Coccius Sabellicus o Marcantonio Sabellico, (Vicovaro, 1 de gener de 1436-Venècia, 29 d'abril de 1506) és un historiador i bibliotecari venecià, reconegut per la seva Història Universal Enneades sive Rhapsodia historiarum. Va adoptar el sobrenom de «Sabelico», per considerar-se descendent dels sabins. El seu Rerum venetarum ad urbs condita va ser el primer llibre que va obtenir privilegi d'impressió en la República de Venècia l'any 1486.

## Biografia
Va néixer a Vicovaro, fill de Giovanni Coccio, qui era soldat al servei de Roberto Orsini. D'antic llinatge romà, no pertanyia a una família noble però si acomodada. Es va criar a Roma, a casa de Porcari on va aprendre de Porcelio Pandone i Gaspare da Verona. Va ser alumne de Pomponio Leto en la seva Acadèmia Romana; per qui va prendre el seu nom llatinitzat i qui va dirigir els seus estudis específicament humanístics i filològics. També va ser alumne de Domizio Calderini entre 1470 i 1471 a qui deu la finalització de la seva formació com a humanista. Va compondre una gran quantitat de poemes; en el primer període de la seva estada romana, que després va destruir gairebé per complet. A ells potser pertanyen algunes elegies publicades en el cos de les seves obres poètiques.
Al voltant de 1472 va marxar de Roma fugint de les demandes contra l'Acadèmia Romana, seguint a Angelo Fasolo; bisbe de Feltre i vicari del Patriarca d'Aquilea. A l'any següent va ser convidat a Údine per a exercir com a professor fins que va ser acomiadat l'any 1482. Durant la seva estada a Friul es va interessar pels estudis científics, la dialèctica i les matemàtiques, als quals va afegir l'estudi de les lletres gregues. Es va retirar a Tarcento l'any 1477 per la pesta que va assolar Friul, on va ser testimoni de la massacre duta a terme pels turcs una vegada que l'exèrcit venecià va ser derrotat en el riu Isonzo, esdeveniments que després va narrar en els poemes De caede Sontiaca i D'incendi Carnico. Després d'un breu període a Verona anà a Venècia, amb la història veneciana que havia escrit de forma especulativa. Li van donar un lloc de professor com a diputat de Giorgio Valla.
Va ser administrador de la imponent col·lecció de manuscrits grecs conservats en el Palau Ducal de Venècia, abans de l'arribada dels nombrosos codis del cardenal Basilio Besarión, del saqueig dut a terme pels croats a Constantinoble l'any 1204. Va ser nomenat curador de la Biblioteca Marciana l'any 1487.
Va ser tutor de Giovanni Pietro Dalle Fosse a qui va donar el nom de Piero Valeriano Bolzani en honor de les Muses Pieríanas i de Pietro Coppo. Va dictar càtedra a l'escola pública de Sant Marcos.
Va morir de verola a l'edat de setanta anys.
Un retrat seu es troba en el fris pintat de la Biblioteca Bodleiana, sent aquesta la trenta-sisena figura.

## Obra
- Enneades sive Rhapsodia historiarum, Història Universal.
- Rerum venetarum ad urbs condita, Història de Venècia (1486).
- D'Urbs Situat, Descripció de Venècia (1491).